# Ackley Point
Der Ackley Point ist ein vereistes Kap auf der antarktischen Ross-Insel. Er liegt 1,5 km südöstlich des Cone Hill auf der Ostseite der Hut-Point-Halbinsel und wird vom Ross-Schelfeis umschlossen.
Das Advisory Committee on Antarctic Names benannte ihn im Jahr 2000 nach Stephen Fred Ackley (* 1944), Mitarbeiter des Cold Regions Research and Engineering Laboratory der United States Navy, der 25 Jahre als Meereisspezialist auf der McMurdo-Station und anderen Teilen des Südlichen Ozeans tätig war. Nicht durchgesetzt hat sich dagegen der Name Sheppard Point nach Deirdre Jeanette Sheppard, Bibliothekarin der New Zealand Antarctic Division.